# مجال الازدهار المشترك لشرق آسيا الكبرى

مجال الإزدهار المشترك لشرق آسيا الكبرى عام 1942.

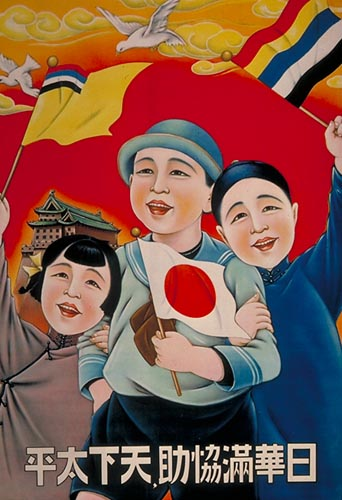
ملصق من عام 1935 في مانشوكو يروّج لتعزيز التناغم بين اليابان والصين ومانشوكو. الكتابة على الملصق -وتكتب من اليمين إلى اليسار- تقول: «بمساعدة من اليابان والصين ومانشوكو فإن العالم يمكن أن يكون في سلام.» الأعلام المعروضة هي -من اليسار إلى اليمين- : علم مانشوكو وعلم اليابان وعلم «الأعراق الخمسة في اتحاد واحد».

مجال الازدهار المشترك لشرق آسيا الكبرى(باليابانية: 大 东 亜 共 栄 圏 وتلفظ Dai-tō-a Kyōeiken) هو مفهوم أنشأته وصدّرته حكومة وجيش الإمبراطورية اليابانية خلال الثلث الأول من فترة شووا، حيث أنهم روجوا لوحدة ثقافية واقتصادية للعرق الشرق آسيوي. كما أعلنت نيتها لإنشاء اكتفاء ذاتي تحت شعار «كتلة الدول الآسيوية بقيادة يابانية خالية من القوى الغربية»، حيث تم الإعلان عنه في خطاب إذاعي لوزير الشؤون الخارجية الياباني هتشيرو أرايتا (Hachirō Arita) وكان الخطاب بعنوان «الوضع الدولي وموقف اليابان» في تاريخ 29 يونيو 1940.

## التاريخ

### مؤتمر شرق آسيا الكبرى

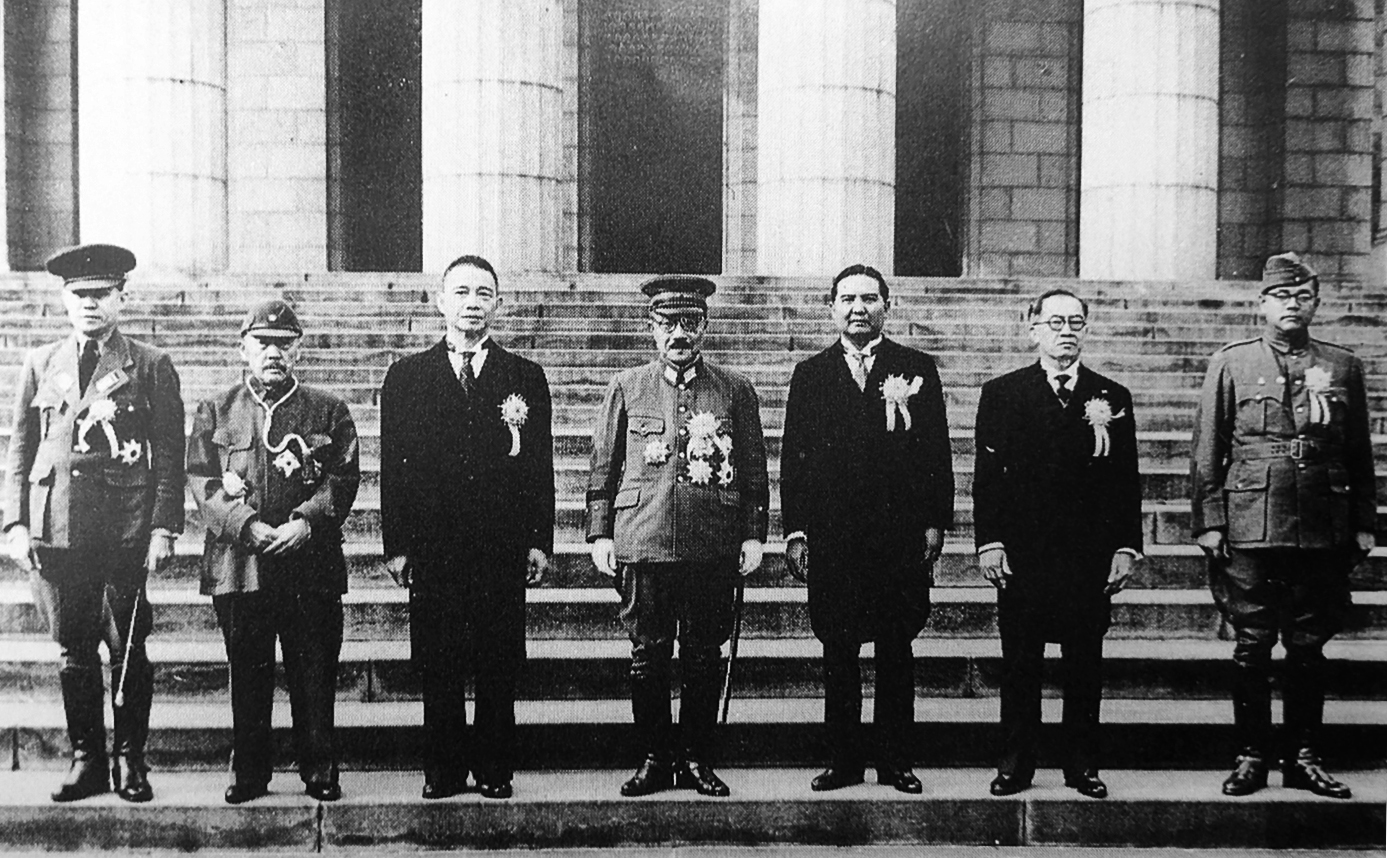
المشاركون في مؤتمر شرق آسيا الكبرى في نوفمبر عام 1943، المشاركون من اليسار إلى اليمين: با ماو، تشانغ جينغ-هوي، وانغ جينغ-وي، هيديكي توجو، وان وايثاياكون، خوسيه بي. لوريل، سوبهاس تشاندرا بوس

مؤتمر شرق آسيا الكبرى (باليابانية: 大東亜会議 وتلفظ Dai tō-a kaigi) هو مؤتمر عُقد في طوكيو في 05-06 نوفمبر عام 1943، حيث استضافت اليابان رؤساء البلدان التي تكوّن معا البلدان المعنية بمجال الازدهار المشترك لشرق آسيا الكبرى، وأُشير أيضا إلى المؤتمر باسم «مؤتمر طوكيو». كانت اللغة الإنجليزية هي اللغة التي يستخدمها المندوبون في المؤتمر.
تناول المؤتمر القليل من القضايا، حيث كان اليابانيون يقصدون منه توضيح التزامات الإمبراطورية اليابانية تجاه الدول الآسياوية والتأكيد على دورها بوصفها «المحرر» لآسيا من الاستعمار الغربي.
حضر المؤتمر عدد من الشخصيات البارزة ومنهم:
- هيديكي توجو، رئيس وزراء اليابان.
- تشانغ جينغ-هوي، رئيس وزراء مانشوكو.
- وانغ جينغ-وي، رئيس الحكومة الوطنية لجمهورية الصين في نانجينغ.
- با ماو، رئيس دولة بورما.
- سوبهاس تشاندرا بوس، رئيس الدولة في الحكومة المؤقتة للهند الحرة.
- خوسيه بي. لوريل، رئيس جمهورية الفلبين الثانية.
- الأمير وان وايثاياكون (Wan Waithayakon)، مبعوث من مملكة تايلند.

استقبلهم توجو بكلمة أشاد فيها بـ«الجوهر الروحي» لآسيا في مقابل «الحضارة المادية» للغرب. تميزت الجلسة بالتضامن والثناء وإدانة الاستعمار الغربي، ولكنها لم تتطرق إلى الخطط العملية لتطوير الإقتصاد أوالتكامل الإقتصادي فيما بينهم.
وقد أصدر المؤتمر إعلانا مشتركا لتعزيز التعاون الإقتصادي والسياسي في مواجهة دول الحلفاء.

### أعضاء المجال

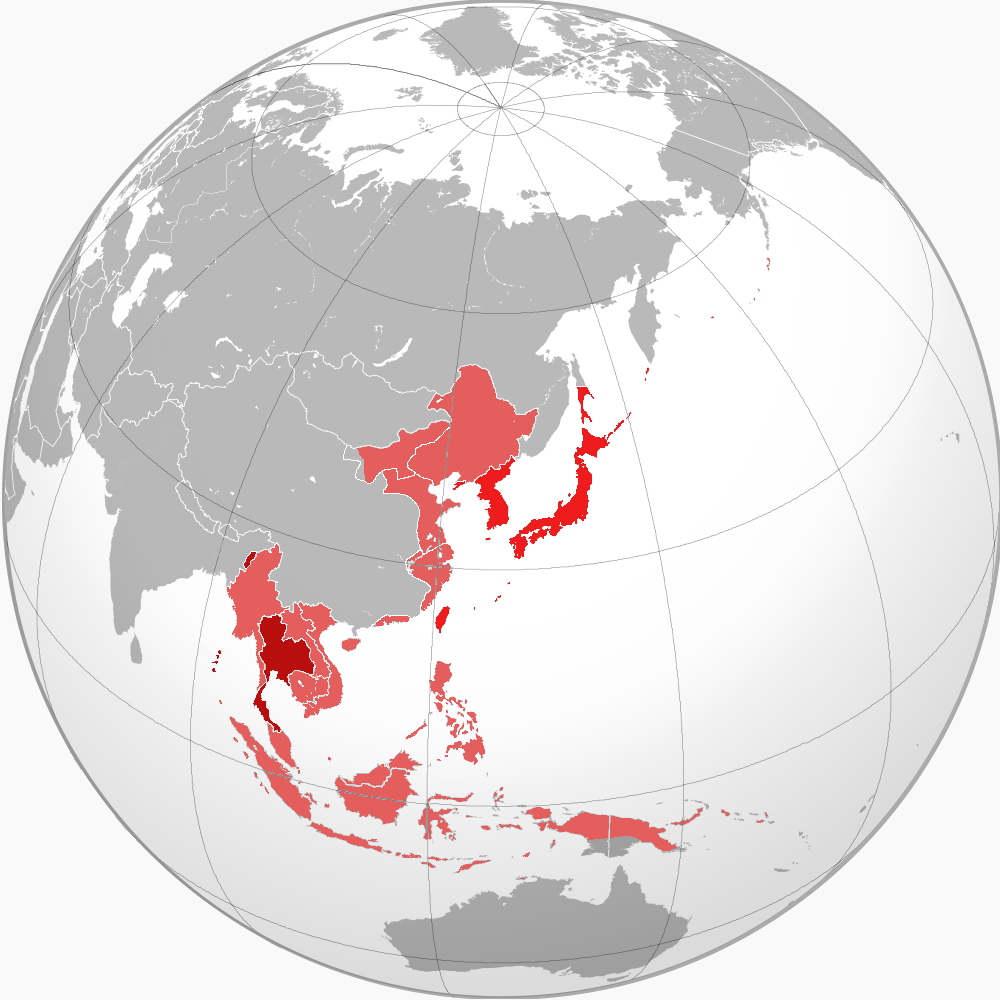
البلدان الأعضاء في مجال الإزدهار المشترك لشرق آسيا الكبرى.

الأعضاء الفعليون في المجال مع تواريخ انضمامهم الرسمي خلال أقصى توسع ياباني:
- اليابان الأمين العام للحكومات.
- مانشوكو 27.09.1940–
- مينتشيانغ (منغوليا الداخلية) 27.09.1940–
- جمهورية الصين 29.03.1941–
- دولة بورما 01.08.1943–
- جمهورية الفلبين: 1942–
- إمبراطورية فيتنام 11.03.1945—23.08.1945
- مملكة كمبوديا 09.03.1945–15.04.1945
- مملكة لاوس 1944–1945
- عارضي حكومة آزاد هند 1943–1945
- مملكة تايلند 21.12.1941–

### الفشل

مجال الإزدهار المشترك لشرق آسيا الكبرى في أقصى توسع له.

انهار مجال الازدهار المشترك لشرق آسيا الكبرى مع استسلام اليابان للحلفاء في أغسطس من عام 1945. على الرغم من أن اليابان نجحت في تحفيز مكافحة التغريب في آسيا، إلا أن المجال لم يحقق أبدا آسيا موحدة. حمّل رئيس بورما تحت الاحتلال الياباني با ماو الجيش الياباني المسؤولية عن فشل المجال:
«لقد رأى العسكريون كل شيء من منظور ياباني، والأسوأ من ذلك أنهم أصرّوا على أنه يجب على جميع من يتعاملون معهم أن يفعلوا نفس الشيء. بالنسبة لهم كان هناك فقط طريقة واحدة للقيام بالأمور وهي الطريقة اليابانية، فقط هدف واحد ومصلحة واحدة وهي المصلحة اليابانية، ومصير واحد فقط لدول شرق آسيا، حتى تصبح مانشوكو أوكوريا مرتبطة للأبد باليابان. هذه الإملاءات العنصرية... جعلت أي تفاهم حقيقي بين العسكريين اليابانيين وشعوب منطقتنا أمرا مستحيلا.»
وبعبارة أخرى فإن مجال الازدهار المشترك لشرق آسيا الكبرى لم يتم تأسسيسه من أجل تحسين أوضاع جميع بلدان شرق آسيا، وإنما من أجل مصالح اليابان نفسها، مما أدى إلى فشل اليابان في حشد تأييد بلدان شرق آسياوية أخرى. ظهرت حركات قومية في هذه البلدان الشرق آسيوية خلال هذه الفترة، وكان هؤلاء القوميون يتعاونون مع اليابانيين إلى حد ما. ومع ذلك فإن ويلارد إلسبري (Willard Elsbree) -أستاذ فخري في العلوم السياسية بجامعة أوهايو، يدعي أن الحكومة اليابانية وهؤلاء القادة القوميين لم يُطوّروا «الوحدة الحقيقية في المصالح بين الطرفين، [و]لم يكن هناك إحباط كبير لدى جزء من الآسيويين نتيجة هزيمة اليابان».
أدى فشل اليابان في فهم أهداف ومصالح البلدان الأخرى المشاركة في مجال الازدهار المشترك لشرق آسيا الكبرى إلى ضعف الارتباط بين البلدان المنضمة إلى اليابان من الناحية النظرية فقط وليس من الناحية الروحية. الدكتور با ماو يرى أنه كان من الممكن لليابان أن تصل إلى نتيجة مختلفة جدا لو أنها تمكنت من أن تعمل في خطابها بالتوافق مع مفهوم «آسيا للآسيويين»، ويرى أنه لو اليابانيين قد أعلنوا هذا المبدأ منذ بداية الحرب، وعملوا على تطبيقه على أرض الواقع، فإنه:«لا يمكن لهزيمة عسكرية في ذلك الحين أن تسلب الثقة والامتنان لليابانيين من نصف الآسيويين أوربما عدد أكثر من ذلك، وكان من شأن ذلك أن يكون أمرا عظيما لدى الآسيويين في إيجاد مكانة جديدة عظيمة والتزام لليابان في عالم ما بعد الحرب في آسيا التي كانت تتجه نحوه».